# P. Jalkuziev
 P. Jalkuziev (n. 1942) es un botánico y explorador ruso, cuya abreviatura en botánica es Khalk.